# Ursus thibetanus
L'orso dal collare, detto anche orso tibetano o orso nero asiatico (Ursus thibetanus Cuvier, 1823), noto anche come orso della luna, è un mammifero carnivoro appartenente alla famiglia degli Ursidae.

## Descrizione

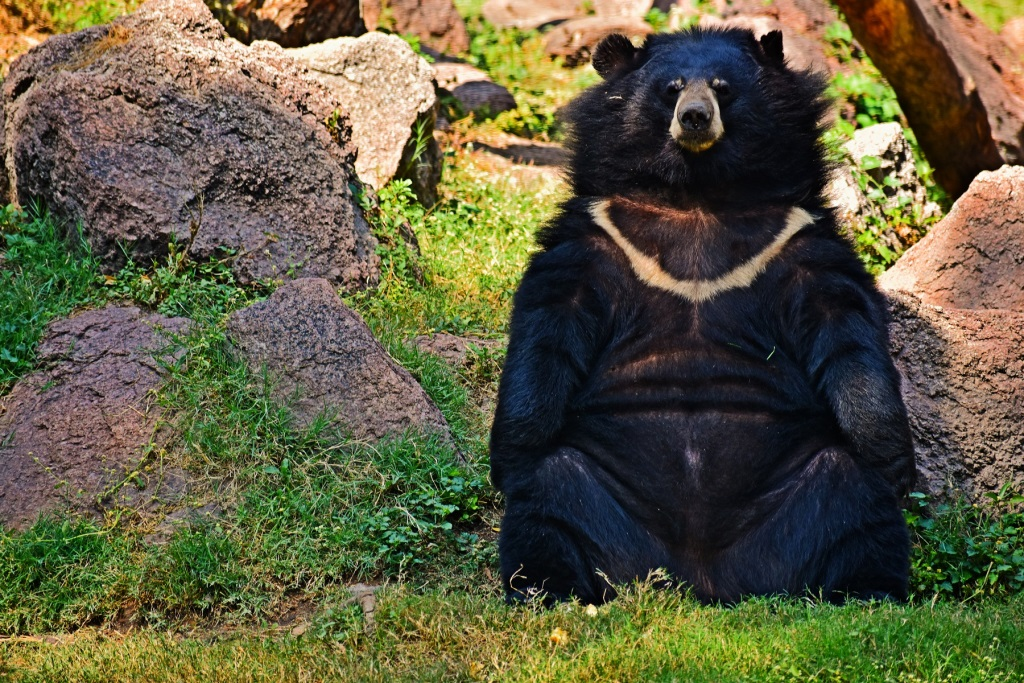
Esemplare fotografato in Himalaya

L'orso nero asiatico ha una pelliccia nera, un muso marrone chiaro e una caratteristica macchia bianca sul petto, che a volte è a forma di V. Le sue orecchie sono a forma di campana, proporzionalmente più lunghe di quelle degli altri orsi, e sporgono lateralmente dalla testa. La sua coda è corta, lunga circa 11 cm. Gli adulti misurano 70-100 cm alla spalla e 120-190 cm di lunghezza. I maschi adulti pesano 60-200 kg, con un peso medio di circa 135 kg. Le femmine adulte pesano 40-125 kg, e quelle grandi fino a 140 kg (310 libbre).
Gli orsi neri asiatici sono simili in generale agli orsi bruni (Ursus arctos), ma sono di corporatura più leggera e hanno arti più snelli. Le labbra e il naso sono più grandi e mobili di quelli degli orsi bruni. I crani degli orsi neri asiatici sono relativamente piccoli, ma massicci, in particolare nella mascella inferiore. I maschi adulti hanno crani che misurano da 311,7 a 328 mm di lunghezza per 199,5-228 mm di larghezza, mentre i crani femminili sono lunghi 291,6-315 mm per e 163-173 mm di larghezza. Rispetto ad altri orsi del genere Ursus, le proiezioni del cranio sono debolmente sviluppate; la cresta sagittale è bassa e corta, anche negli esemplari vecchi, e non supera più del 19-20% della lunghezza totale del cranio, a differenza degli orsi bruni, che hanno creste sagittali che comprendono fino al 41% della lunghezza del cranio.
Sebbene per lo più erbivori, la struttura della mascella degli orsi neri asiatici non è così specializzata per il consumo di piante come quella dei panda giganti: gli orsi neri asiatici hanno archi zigomatici molto più stretti e anche il rapporto in peso dei due muscoli pterigoidei è molto più piccolo negli orsi neri asiatici. Gli slittamenti laterali dei muscoli temporali sono più spessi e più forti negli orsi neri asiatici.
Un orso nero asiatico con le zampe posteriori rotte può ancora arrampicarsi efficacemente. A differenza degli orsi polari, gli orsi neri asiatici hanno la parte superiore del corpo potente per arrampicarsi sugli alberi e zampe posteriori relativamente deboli che sono più corte di quelle degli orsi bruni e degli orsi neri americani. Sono i più bipedi di tutti gli orsi e possono camminare eretti per oltre un quarto di miglio. I cuscinetti del tallone sulle zampe anteriori sono più grandi di quelli della maggior parte delle altre specie di orsi. I loro artigli, che vengono utilizzati principalmente per arrampicarsi e scavare, sono leggermente più lunghi sull'avampiede (30–45 mm) rispetto al dorso (18–36 mm), e sono più grandi e più uncinati di quelli dell'orso nero americano.
In media, gli orsi neri asiatici adulti sono leggermente più piccoli degli orsi neri americani, anche se i maschi di grandi dimensioni possono superare le dimensioni di molte altre specie di orsi.
Il famoso sportivo britannico noto come "Old Shekarry" ha scritto di come un orso nero asiatico a cui ha sparato in India probabilmente pesasse non meno di 363 kg (800 libbre) in base a quante persone ci sono volute per sollevare il suo corpo. Il più grande orso nero asiatico mai registrato avrebbe pesato 200 kg (440 libbre), mentre gli esemplari tenuti negli zoo possono pesare fino a 225 kg (496 libbre). Sebbene i loro sensi siano più acuti di quelli degli orsi bruni, la loro vista è scarsa e la loro gamma uditiva è moderata, con il limite superiore di 30 kHz.

## Biologia

### Alimentazione

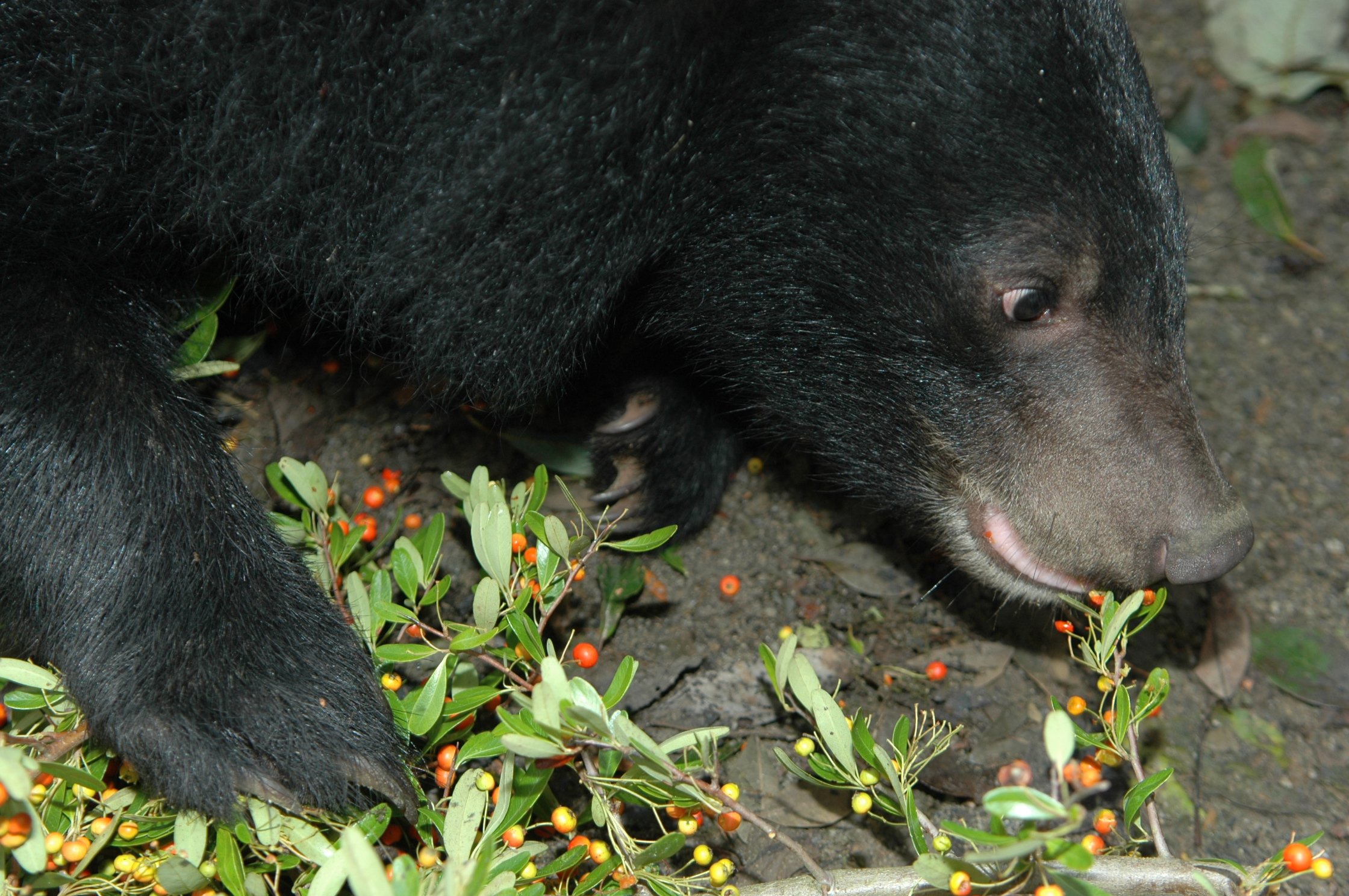
Orso nero di Formosa intento a cibarsi di vegetali

L'orso tibetano è onnivoro e la sua dieta dipende dalle stagioni. Si tratta di un animale opportunista. Per il letargo, esso guadagna peso con cibo ricco di grassi quali ghiande, noci e castagne. Occasionalmente possono predare piccoli roditori, formiche, pesci, uccelli e altri piccoli mammiferi. Può nutrirsi anche di carogne e cacciare bestiame. Comunemente, però, si nutre di piante e frutti del bosco.

### Nemici
La tigre siberiana è il suo più grande nemico, e in Russia l'orso arriva a costituire fino al 5% della dieta del grande felino. Altrove, gli orsi tibetani sono prede di tigri del Bengala, leopardi, lupi e cuon.

## Distribuzione e habitat
È diffuso in un ampio areale esteso dall'Iran all'arcipelago giapponese (in Giappone esistono anche due sottospecie dell'orso bruno: l'Ursus arctos lasiotus e l'Ursus arctos yesoensis). I Paesi in cui è presente sono Corea del Nord, Corea del Sud, Afghanistan, Pakistan, Bangladesh, nord dell'India, Nepal, Bhutan, Myanmar, Thailandia, Vietnam, Laos, Siberia meridionale, nordest della Cina e Taiwan. È possibile trovarlo anche ad altitudini pari 4700 m. In alcune zone del suo areale condivide lo spazio con il ben più grande Orso bruno pur non condividendo appieno la stessa nicchia ecologica in quanto questo piccolo orso nero preferisce trovare il cibo sugli alberi in ricerca di frutta e noci. Altro urside con la quale condivide il territorio è il Panda gigante.

## Sottospecie
L'orso nero asiatico ha 6 sottospecie, diffuse dal nord dell'Himalaya fino al sud-est asiatico.
| Sottospecie                                                             | Distribuzione                                             | Descrizione | Areale                    |
| ----------------------------------------------------------------------- | --------------------------------------------------------- | --- | ------------------------- |
| Orso nero di Formosa (Ursus thibetanus formosanus) R. Swinhoe, 1864     | Taiwan                                                    | Questa sottospecie ha una minore concentrazione di pelliccia sul collo. | Orso Nero di Formosa      |
| Orso nero del Balochistan (Ursus thibetanus gedrosianus) Blanford, 1877 | Sud del Balochistan                                       | Una piccola sottospecie con peli relativamente corti e grossolani, spesso bruno-rossastri piuttosto che neri. | Orso nero del Balochistan |
| Orso nero giapponese (Ursus thibetanus japonicus) Schlegel, 1857        | Honshū and Shikoku. Estinto su Kyushu.                    | Una piccola sottospecie di peso compreso tra 60 e 120 kg per il maschio adulto e 40-100 kg per la femmina adulta. La lunghezza media del corpo è 110-140 cm. Manca la folta pelliccia del collo di altre sottospecie, e ha un muso di colore più scuro. | Orso nero giapponese      |
| Orso nero Himalayano (Ursus thibetanus laniger) Pocock, 1932            | L'Himalaya                                                | Si distingue da 'U. t. thibetanus' per la sua pelliccia più lunga e più spessa e più piccola, segno di petto più bianco Durante l'estate, gli orsi neri dell'Himalaya si trovano in aree più calde in Nepal, Cina, Siberia e Tibet a quote di 3000-3600 m. Per l'inverno, scendono a partire da 1500 m. In media, misurano 1.4-1.6 m dal naso alla coda e pesano da 90-120 kg, anche se possono pesare fino a 181 kg in autunno quando ingrassano per l'ibernazione. | Orso nero Himalayano      |
| Ursus thibetanus mupinensis Heude, 1901                                 | l'Himalaya e Indocina                                     | Di colore chiaro, simile a Ursus thibetanus laniger | Orso nero Indocinese      |
| Ursus thibetanus thibetanus Cuvier, 1823                                | Assam, Nepal, Myanmar, Mergui, Thailandia Annam           | Distinto dalla razza himalayana per il suo pelo corto e sottile con poco o nessun sottobosco. | Orso nero tibetano        |
| Orso nero dell'Ussuri (Ursus thibetanus ussuricus) Heude, 1901          | Siberia del sud, Cina nordorientale e la penisola Koreana | La sottospecie più grande. | Orso nero dell'Ussuri     |

Fino al Tardo Pleistocene, due ulteriori sottospecie variavano attraverso l'Europa e l'Asia occidentale. Questi sono 'Ursus thibetanus mediterraneus' nell'Europa occidentale e il Caucaso e Ursus thibetanus permjak dall'Europa orientale, in particolare nei Monti Urali.

## Riproduzione

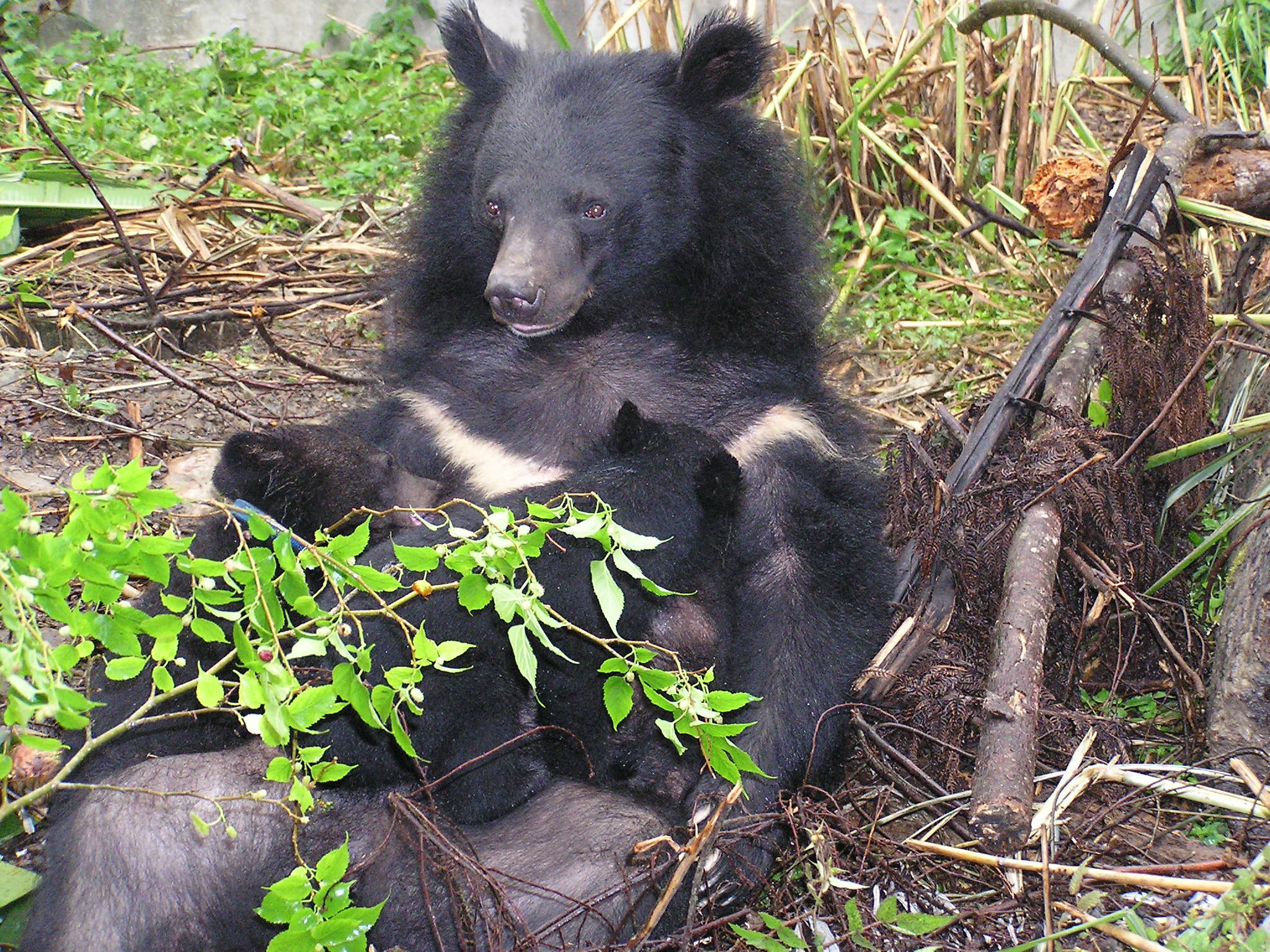
Madre con dei cuccioli

All'interno di Sikhote-Alin, la stagione riproduttiva degli orsi neri asiatici avviene prima che negli orsi bruni, a partire da metà giugno a metà agosto. La nascita avviene anche prima, a metà gennaio. Entro ottobre, le corna uterine delle femmine gravide crescono a 15–22 millimetri (0,59–0,87 in). Entro la fine di dicembre, gli embrioni pesano 75 grammi. Le scrofe hanno generalmente la loro prima cucciolata all'età di tre anni. Le femmine gravide costituiscono generalmente il 14% delle popolazioni. Simili agli orsi bruni, gli orsi neri asiatici hanno ritardato l'impianto. Le scrofe partoriscono solitamente in grotte o alberi cavi in inverno o all'inizio della primavera dopo un periodo di gestazione di 200-240 giorni. I cuccioli pesano 13 once alla nascita e inizieranno a camminare a quattro giorni di età, e apriranno gli occhi tre giorni dopo. I teschi di neonato I cuccioli asiatici di orso nero assomigliano molto a quelli degli adulti orso del sole. Le cucciolate possono essere costituite da 1-4 cuccioli, di cui 2 in media. I cuccioli hanno un tasso di crescita lento, raggiungendo solo 2.5 kg entro maggio. I cuccioli di orso nero asiatico allattano per 104-130 settimane e diventano indipendenti a 24-36 mesi. Ci è solitamente un periodo di intervallo di 2-3 anni prima che le femmine producano le figliate successive. La vita media in natura è di 25 anni, mentre il più antico orso nero asiatico in cattività è morto all'età di 44 anni.

## Comportamento

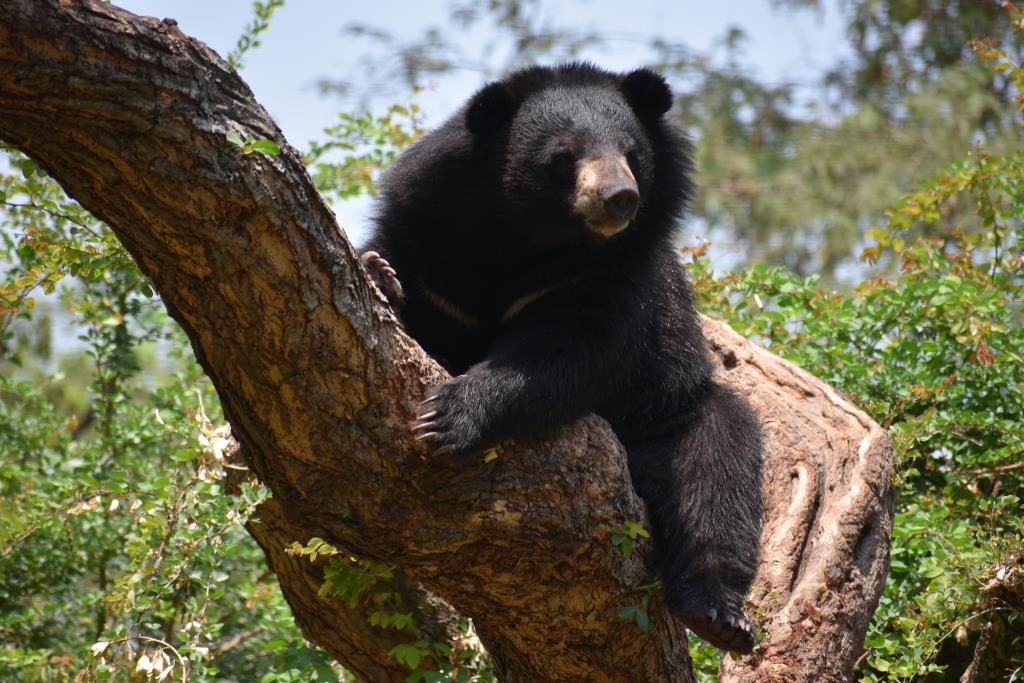
Orso Himalayano arrampicato su un albero

Gli orsi neri asiatici sono diurni, anche se diventano notturni vicino alle abitazioni umane. Possono vivere in gruppi familiari composti da due adulti e due cucciolate successive di giovani. Cammineranno in una processione dal più grande al più piccolo. Sono buoni scalatori di rocce e alberi, e si arrampicheranno per nutrire, riposare, sole, eludere i nemici e ibernare. Alcuni orsi più anziani possono diventare troppo pesanti per arrampicarsi. La metà della loro vita è trascorsa sugli alberi e sono uno dei più grandi mammiferi arboricoli. Nel territorio degli Ussuri, in Estremo Oriente russo, gli orsi neri asiatici possono trascorrere fino al 15% del loro tempo sugli alberi. Gli orsi neri asiatici rompono rami e ramoscelli da mettere sotto di sé quando si nutrono di alberi, causando così che molti alberi dei loro areali abbiano strutture simili a nidi sulle loro cime. Gli orsi neri asiatici riposeranno per brevi periodi in nidi su alberi di almeno quindici piedi.
Gli orsi neri asiatici non vanno in letargo sulla maggior parte del loro areale. Possono andare in letargo nei loro areali più freddi e settentrionali, anche se alcuni orsi si sposteranno semplicemente verso altitudini più basse. Quasi tutte le scrofe gravide vanno in letargo. Gli orsi neri asiatici preparano le loro tane per l'ibernazione a metà ottobre e dormiranno da novembre a marzo. Le loro tane possono essere scavate alberi cavi (60 piedi dal suolo), grotte o buchi nel terreno, tronchi cavi o pendii ripidi, montuosi e soleggiati. Possono anche morire nelle tane abbandonate degli orsi bruni. Gli orsi neri asiatici tendono a morire a quote più basse e su pendii meno ripidi rispetto agli orsi bruni. Le femmine di orso nero asiatico emergono dalle tane più tardi dei maschi, e le femmine di orso nero asiatico con cuccioli emergono più tardi delle femmine sterili. Gli orsi neri asiatici tendono ad essere meno mobili degli orsi bruni. Con cibo sufficiente, gli orsi neri asiatici possono rimanere in un'area di circa 1-2 km quadrati, e talvolta anche solo 0,5-1 km quadrati.
Gli orsi neri asiatici hanno una vasta gamma di vocalizzazioni, tra cui grugniti, lamenti, ruggiti, suoni di slurping (a volte fatti durante l'alimentazione) e "una fila spaventosa" quando sono feriti, allarmati o arrabbiati. Emettono forti sibili quando emettono avvertimenti o minacce e urlano quando combattono. Quando si avvicinano ad altri orsi, producono suoni "tut tut", che si pensa siano prodotti dagli orsi che spezzano la lingua contro il tetto della bocca. Quando si corteggiano, emettono suoni di chioma.

## Rapporto con l'uomo

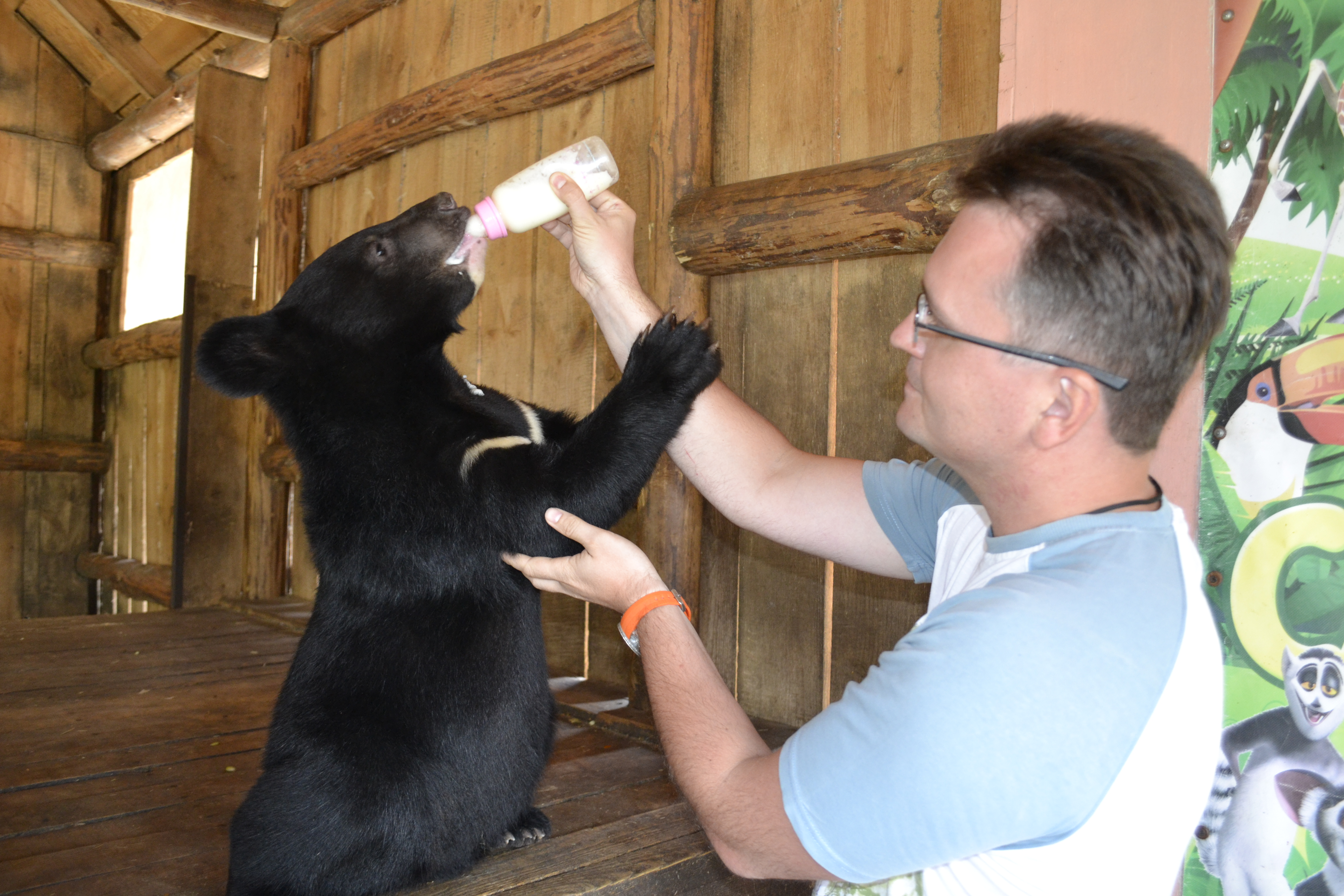
Ricercatore che allatta un cucciolo

Anche se di solito sono animali timidi e cauti, gli orsi neri asiatici sono più aggressivi verso gli esseri umani rispetto agli orsi bruni di Eurasia e agli orsi neri americani. David W. Macdonald teorizza che questa maggiore aggressività è un adattamento ad essere simpatrici con le tigri.
All'inizio del XX secolo, un ospedale in Srinagar, Kashmir ha ricevuto ogni anno decine di vittime di orsi neri asiatici. Quando gli orsi neri asiatici attaccano gli umani, si alzano sulle zampe posteriori e fanno cadere le vittime con le zampe. Poi li mordono su un braccio o una gamba e si avventano sulla testa della vittima, questa è la parte più pericolosa dell'attacco.
Gli attacchi dell'orso nero asiatico sono aumentati in Kashmir dal conflitto del Kashmir. Nel novembre 2009, nel distretto di Kulgam del Kashmir amministrato dall'India, un orso nero asiatico ha attaccato quattro uomini dopo averli scoperti nella sua tana, e ne ha uccisi due.
In India, gli attacchi contro gli esseri umani sono aumentati di anno in anno, e si sono verificati in gran parte nella regione nordoccidentale e occidentale dell'Himalaya. Nel Distretto di Chamba di Himachal Pradesh, il numero di attacchi di orsi neri asiatici contro gli esseri umani è gradualmente aumentato da 10 nel 1988-89 a 21 nel 1991-92. Non ci sono registrazioni di predazione sugli esseri umani da parte di orsi neri asiatici in Russia, e nessun conflitto è stato documentato a Taiwan.
Recenti attacchi di orsi neri asiatici contro gli esseri umani sono stati segnalati da Junbesi nel Langtang National Park, in Nepal, e si sono verificati in villaggi così come nella foresta circostante.
Nove persone sono state uccise dagli orsi neri asiatici in Giappone tra il 1979 e il 1989. Nel settembre 2009, un orso nero asiatico ha attaccato un gruppo di turisti, dilaniando nove persone e ferendone gravemente altre quattro in una stazione di autobus nell'abitato di Takayama.
La maggior parte degli attacchi tendono a verificarsi quando gli orsi neri asiatici si incontrano improvvisamente, e in ambienti ravvicinati. A causa di ciò, gli orsi neri asiatici sono generalmente considerati più pericolosi degli orsi bruni, che vivono in spazi più aperti e hanno quindi meno probabilità di essere sorpresi dall'avvicinarsi degli umani. Possono anche attaccare quando proteggono il cibo. 
Il 2016 ha visto diversi attacchi da parte di orsi neri asiatici in Giappone. A maggio e giugno quattro persone sono state uccise da orsi neri asiatici in prefettura di Akita mentre raccoglievano germogli di bambù, e in agosto una lavoratrice di un parco safari nella prefettura di Gunma è stata uccisa quando un orso nero asiatico è salito nella sua auto e l'ha attaccata.

## Conservazione

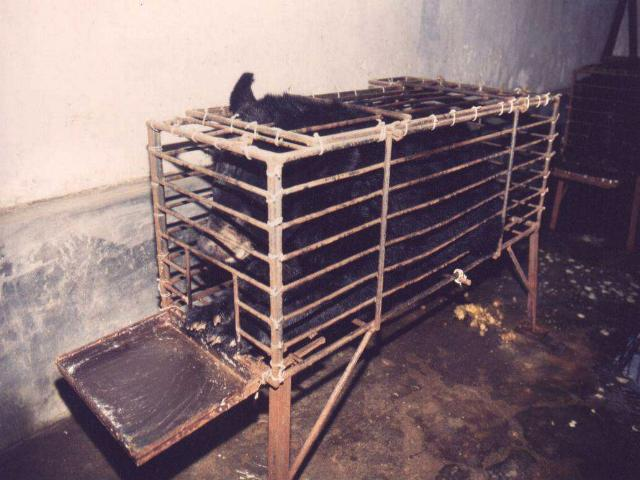
Orso rinchiuso nella gabbia in una fattoria della bile

Contrassegnato come vulnerabile dallo IUCN, quest'orso è fortemente minacciato dalla deforestazione e dalla distruzione del suo habitat. Questi animali sono anche minacciati dalle tradizioni locali della Cina e del sudest asiatico dove vengono uccisi per la produzione di medicinali. 
La popolazione attuale si aggirerebbe attorno ai 50.000 esemplari.
È famoso il caso delle fattorie della bile, dove vengono rinchiusi migliaia di orsi in gabbie minuscole per la produzione di bile. Per la produzione di bile vengono sottoposti a grosse sofferenze, una specie di ago viene infilato nel torace e rimane per anni consentendo l'estrazione di bile fino a causare infezioni, denutrizione e vivendo in minuscole gabbie anche altri traumi. L'associazione Animal Asia foundation si occupa del recupero di alcuni orsi devastati da questa pratica e cerca di evitare lo sfruttamento della specie.
Altra forma di sfruttamento nei riguardi di questa specie è il bear-baiting, praticato ancora in alcuni paesi asiatici (tra cui il Pakistan). In esso l'orso viene costretto a combattere contro dei cani (spesso Bully Kutta), fino alla sua morte. L'animale è privato degli artigli e dei denti, cosicché l'unico modo che ha per difendersi è braccare il cane con le zampe e stringerselo al petto, ma poiché solitamente gli avversari aizzati sono due, raramente questa pratica ha successo.
In Cina e in altre parti dell'Asia è stato spesso segnalato il caso di persone che, confondendo il loro cucciolo per un cucciolo di cane (solitamente di razza mastino tibetano), lo hanno adottato e portato in casa, scoprendo solo in seguito la sua vera specie.